# Fonds de la recherche scientifique
 (juin 2016).
Si vous disposez d'ouvrages ou d'articles de référence ou si vous connaissez des sites web de qualité traitant du thème abordé ici, merci de compléter l'article en donnant les références utiles à sa vérifiabilité et en les liant à la section « Notes et références ».
Le Fonds de la recherche scientifique (FRS-FNRS), anciennement Fonds national de la recherche scientifique (FNRS), est une agence de financement de la Fédération Wallonie Bruxelles de Belgique, qui a pour mission de développer la recherche scientifique fondamentale dans le cadre d’initiatives présentées par les chercheurs. Il favorise la production et le développement des connaissances en soutenant, d’une part, les chercheurs à titre individuel et en finançant, d’autre part, des programmes de recherche poursuivis au sein des laboratoires et services situés principalement dans les universités de la Fédération Wallonie-Bruxelles.  
Fondé sur le seul critère de l’excellence scientifique, le soutien financier du FRS-FNRS s’exerce selon plusieurs modalités :  
- rémunération temporaire ou permanente de chercheurs individuels ;
- financement d’équipes de recherche ;
- participation à des réseaux et programmes internationaux ;
- allocation de bourses et de crédits favorisant les échanges scientifiques ;
- attribution de prix scientifiques.

Le Fonds de la recherche scientifique-FNRS est une fondation d'utilité publique.
Les statuts du FRS-FNRS furent déposés devant notaire le 27 avril 1928, par Émile Francqui et Félicien Cattier. Sa création fait suite à un discours célèbre du roi Albert Ier à Seraing, le 1er octobre 1927. Le financement se fit par souscription publique. Les donateurs furent non seulement de grands industriels comme Solvay qui contribua pour le quart des 100 millions de francs belges initiaux, mais également le grand public en général grâce à une propagande efficace. L'État intervint pour la première fois dans le financement en 1947.   
Aujourd'hui, l'essentiel de son financement provient des pouvoirs publics (89 %). À cela s'ajoutent les dons, les legs et l'opération Télévie.   
Ressources totales pour 2012 : 176 765 026 €.  

## Interventions historiques célèbres du FRS-FNRS
Parmi les financements célèbres – il y en a eu beaucoup d'autres – on peut citer la création du Centre de recherches aérodynamiques (Institut von Karman de dynamique des fluides) de Rhode-Saint-Genèse, l'avion trimoteur stratosphérique à cabine pressurisée SR-35 des établissements Renard, les deux engins d'exploration d'Auguste Piccard, son ballon stratosphérique (FNRS 1) et les premiers bathyscaphes (FNRS 2, FNRS 3), ainsi que les travaux du professeur André Jaumotte de l'Université libre de Bruxelles sur un prototype de véhicule de type aéroglisseur à double étage de pression, le PV 1.

### En résumé
- Archéologiques

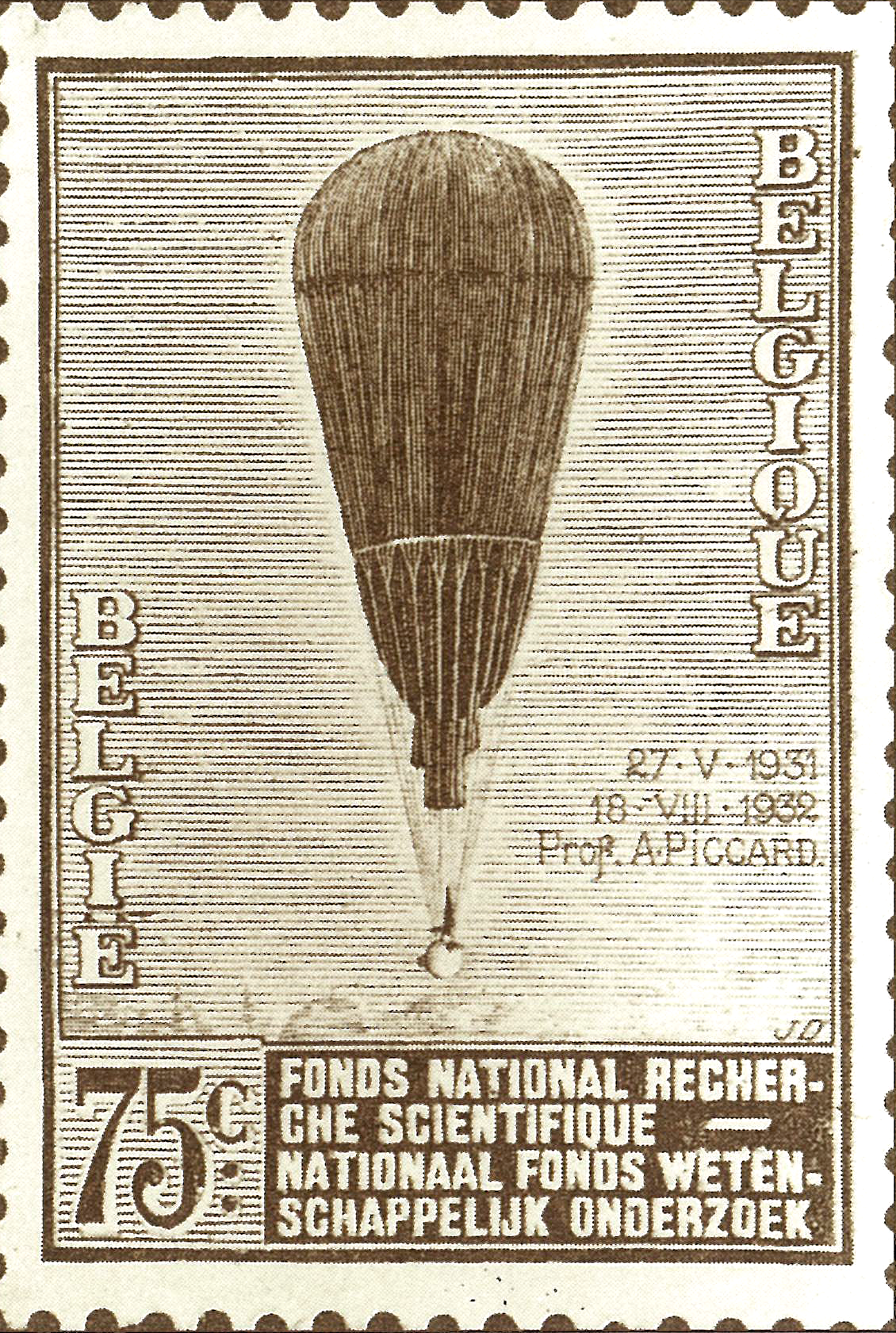
Ballon d'Auguste Piccard.

  - Campagnes de fouilles à Apamée en Syrie (1930-) dont il a résulté la réédification du Cardo maximus aux Musées royaux d'Art et d'Histoire de Bruxelles.
  - Fouilles à l'île de Pâques, (1934-1935), du professeur Henri Lavachery (des musées royaux d'art et d'histoire) avec le concours du navire-école Mercator
- Géographique
  - Expéditions au Congo belge, au Ruwenzori (1932)
- Physique
  - Laboratoire aérotechnique de Belgique à Rhode-Saint-Genèse, aujourd'hui Institut Von Karman de dynamique des fluides (Von Karman Institute for Fluids Dynamic)
  - Aviation
- Avion trimoteur stratosphérique à cabine pressurisée Renard SR-35 des établissements Renard
  - Aérostat stratosphérique (1930) et bathyscaphe (1947) d'Auguste Piccard
  - Bathyscaphes FNRS 2 et FNRS-3 du professeur Piccard
  - Aéroglisseur de type hovercraft du professeur André Jaumotte de l'université de Bruxelles, prototype P.V.1 à double étage de pression
  - Participation à l'observatoire du Jungfraujoch
  - Observatoire du champ magnétique terrestre à Manhay et Élisabethville (Lubumbashi) (1932)

## Le FRS-FNRS et ses fonds associés
Le FRS-FNRS et ses Fonds associés sont administrés chacun par un Conseil d'administration ou un Comité de gestion composés de représentants des institutions universitaires de la Fédération Wallonie-Bruxelles ainsi que de personnalités du monde économique, social et politique.
Composition des CA et Comité de gestion : https://www.frs-fnrs.be/fr/le-fnrs/gouvernance-ca

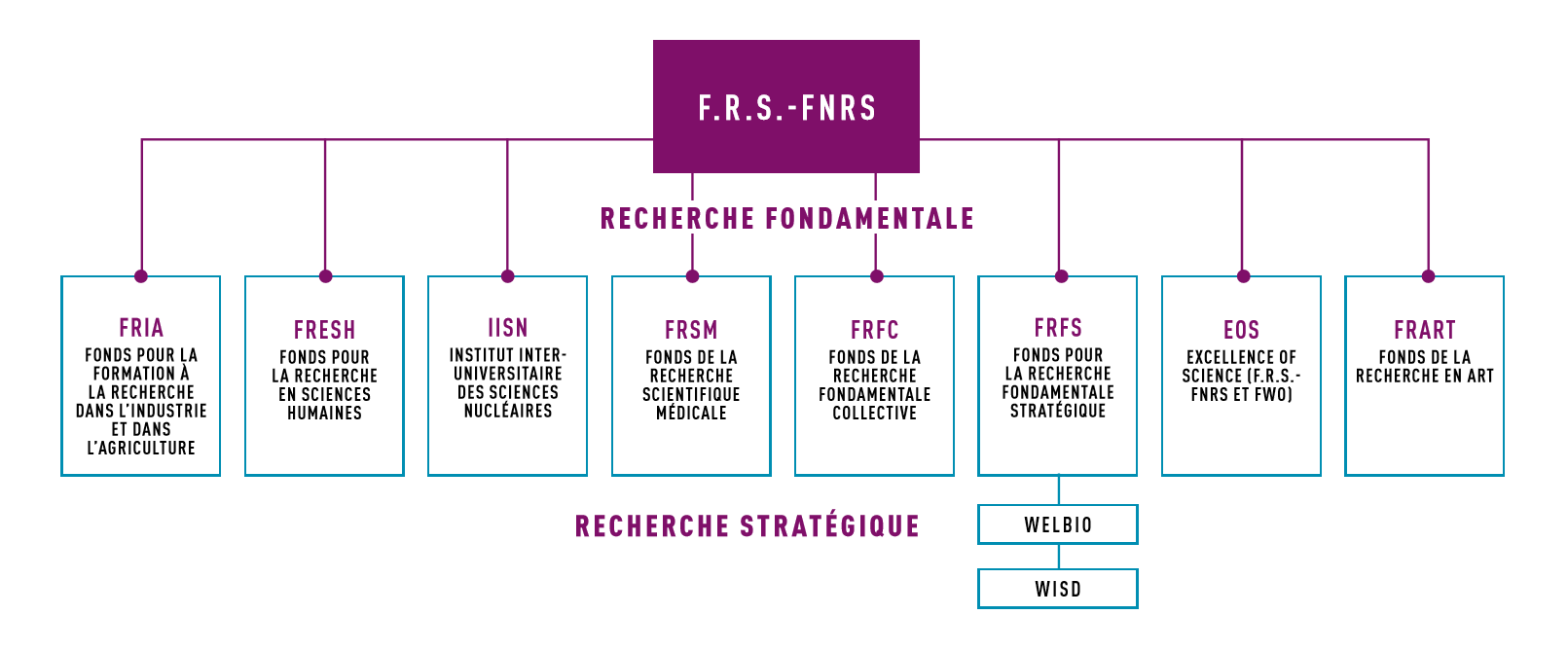

Sous la tutelle du F.R.S.-FNRS, 8 Fonds associés ont été créés afin de financer des recherches stratégiques, soit des recherches fondamentales dans des secteurs scientifiques bien précis. Leur structure et leur fonctionnement ont été conçus de manière telle qu’ils forment, ensemble, un tout cohérent. Cette cohérence est garantie par l’existence d’une administration unique sur laquelle s’appuie l’action des différents Fonds. Les procédures d’introduction et de sélection des demandes sont identiques.
Alors que le FRS-FNRS, le FRIA et le FRESH financent essentiellement des recherches individuelles (mandats et bourses de doctorat), les autres Fonds subventionnent principalement des programmes de recherche présentés par des laboratoires. Le soutien financier alloué au promoteur lui permet d’engager le personnel scientifique et technique requis, d’acquérir l’équipement nécessaire et de couvrir les frais de fonctionnement.

## Médaille de 1928
Une médaille bilingue et nominative (nom du propriétaire indiqué sur le large bord) a été exécutée par Alfred Courtens à l'occasion de l'inauguration de ce fonds.  Elle existe en argent ou en bronze argenté.
Très lourde et épaisse elle représente le roi Albert Ier de côté le cou nu et sur l'autre côté le nom du fonds et l'année de fondation en chiffres romains.